# Art Palmer
Pour les articles homonymes, voir Palmer.
Art Palmer est un animateur américain ayant travaillé pour les studios Disney.

## Filmographie
- 1938 : Au pays des étoiles[1]
- 1938 : Le Brave Petit Tailleur (effets d'animation)
- 1939 : Le Cochon pratique[2]
- 1940 : Pinocchio
- 1940 : Fantasia séquences Toccata et Fugue en Ré Mineur et Le Sacre du Printemps
- 1941 : Le Dragon récalcitrant
- 1942 : Dumbo
- 1942 : Bambi